# Oligota pumilio
Oligota pumilio är en skalbaggsart som beskrevs av Ernst Hellmuth von Kiesenwetter 1858. Oligota pumilio ingår i släktet Oligota, och familjen kortvingar. Arten är reproducerande i Sverige.